# 해륙풍

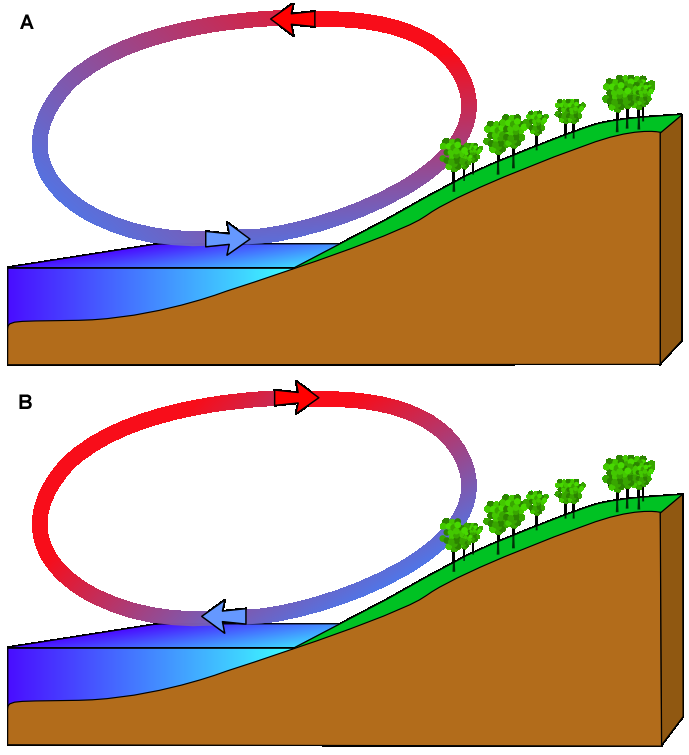
해륙풍의 원리
A: 해풍 (낮)
B: 육풍 (밤)

해륙풍(海陸風, sea and land breeze)은 해안 지방이나 큰 호수와 만나고 있는 지방에서 부는 바람이다. 낮에는 바다나 호수에서 육지로 해풍이 불고, 밤에는 육지에서 바다나 호수 쪽으로 육풍이 분다. 풍속의 차이를 보면 낮에 바다와 육지의 기온 차가 크기 때문에 일반적으로 해풍이 육풍보다 풍속이 세다. 해풍은 '해양풍'이라고 하기도 하며, 육풍은 '대륙풍'이라고 하기도 한다.

## 원리
일반적으로 흙은 물보다 비열이 작아 빨리 데워지고, 빨리 식는다. 반면에 물은 흙보다 비열이 커 천천히 데워지고, 천천히 식는다. 이런 비열의 차이 때문에 바다와 육지 또는 호수와 육지 사이에서는 바람이 불게 된다.

### 낮
낮에는 육지의 공기가 빨리 데워지기 때문에 따뜻한 육지의 공기가 팽창하고 가벼워져서 상승하고, 지상의 기압이 낮아지므로 저기압이 형성된다. 이와 대조적으로 바다는 천천히 데워지기 때문에 상대적으로 차가워 공기가 하강하는 고기압이 형성된다. 그리고 대류 현상이 일어나 상승한 공기로 비워진 육지를 채우려고 바다의 차고 무거운 공기가 이동한다. 그러므로 낮에는 바람이 바다에서 육지 쪽으로 부는 해풍이 분다.

### 밤
반면, 밤에는 육지의 공기가 빨리 식기 때문에 따뜻한 육지의 공기가 수축하고 무거워져서 하강하고, 지상의 기압이 높아지므로 고기압이 형성된다. 이와 대조적으로 바다는 천천히 식기 때문에 상대적으로 따뜻하여 공기가 상승하는 저기압이 형성된다. 그리고 대류 현상이 일어나 상승한 공기로 비워진 바다를 채우려고 육지의 차고 무거운 공기가 이동한다. 그러므로 밤에는 바람이 육지에서 바다 쪽으로 부는 육풍이 분다.

## 같이 보기
- 산곡풍